# Il nuovo Fred e Barney Show
Il nuovo Fred e Barney Show (The New Fred and Barney Show) è la quinta serie televisiva a cartoni animati prodotta da Hanna-Barbera basata sui personaggi de Gli antenati. In Italia la serie è stata trasmessa sulla Rete 2 nel 1980.

## Trama
La serie è ambientata cronologicamente subito dopo gli avvenimenti narrati ne Gli antenati.

## Personaggi
Fred Flintstone
Irascibile, poco sveglio ma spesso dotato d'intuizioni brillanti, innamorato di Wilma e della loro piccola figlia Ciottolina. Accanito giocatore di bowling. Celeberrimo il suo grido di battaglia: "YABBA-DABBA-DOO".
Doppiato da: Henry Corden (ed. americana), Mario Milita (ed. italiana)
Wilma Flintstone
Adorabile e determinata moglie di Fred, ottima cuoca, abilissima nel cucinare o bruciare bistecche di brontosauro.
Doppiata da: Jean Vander Pyl (ed. americana), Silvia Monelli (ed. italiana)
Barney Rubble
Il grande e fedele amico di Fred è un buontempone amante delle macchine sportive. Marito di Betty e padre di Bam Bam. A differenza di Fred, è più fine, educato e dotato di autocontrollo.
Doppiato da: Mel Blanc (ed. americana), Armando Bandini (ed. italiana)
Betty Rubble
Moglie di Barney, amica intima di Wilma con la quale condivide pettegolezzi e shopping, nonché le avventure nelle quali finiscono i consorti.
Doppiata da: Gay Autterson (ed. americana), Daniela Igliozzi (ed. italiana)
Dino
Il cucciolo di compagnia (più precisamente uno Snorkasauro) di Fred, implacabile rullo compressore quando si tratta di fare le feste al padrone e divorare le bistecche.
Doppiato da: Mel Blanc (ed. americana)
Ciottolina
Figlia di Fred e Wilma.
Doppiata da: Jean Vander Pyl (ed. americana)
Bam-Bam
Figlio adottivo di Barney e Betty (nome originale Bamm-Bamm), dalla forza enorme.
Doppiato da: Don Messick (ed. americana)
George Nate Slate
Il capo della cava in cui Fred lavora.
Doppiato da: John Stephenson (ed. americana), Gastone Pescucci (ed. italiana)

## Episodi
1. Sand-Witch
2. Haunted Inheritance
3. Roughin' It
4. C.B. Buddies
5. Bedrock Rocks
6. Blood Brothers
7. Barney's Chickens
8. The Butler Did It and Did It Better
9. It's Not Their Bag
10. Barney's Luck
11. Stone Age Werewolf
12. Fred and Barney Meet the Frankenstones
13. Physical Fitness Fred
14. Moonlighters
15. Fred Goes to the Houndasaurs
16. The Bad Luck Genie
17. Dinosaur Country Safari